# Selezioni giovanili della nazionale femminile di pallacanestro della Scozia
Le selezioni giovanili della nazionale di pallacanestro femminile della Scozia sono gestite dalla Basketball Scotland e partecipano ai tornei cestistici internazionali femminili per squadre nazionali, limitatamente a specifiche classi d'età.

## Under-20
Rappresenta le migliori giocatrici di nazionalità scozzese di età non superiore ai 20 anni. La selezione è inattiva.

## Under-18
Rappresenta le migliori giocatrici di nazionalità scozzese di età non superiore ai 18 anni. Partecipa a tutte le manifestazioni internazionali giovanili di pallacanestro per nazioni gestite dalla FIBA.
Nel corso degli anni questa selezione ha subito alcuni cambiamenti nel nome, dovuti agli adeguamenti nelle normative della FIBA in fatto di classificazione delle categorie giovanili.
Agli inizi la denominazione originaria era Nazionale Cadette, in quanto la FIBA classificava le fasce di età dai 16 ai 18 anni con la denominazione "cadette". Dal 2000, la FIBA ha modificato il tutto, equiparando sotto la dicitura under 18, sia denominazione che fasce di età. Da allora la selezione ha preso il nome attuale.
Fino al 2016, le atlete scozzesi partecipavano alle competizioni internazionali di categoria, sotto la propria bandiera. Da quell'anno hanno iniziato ad essere selezionati nella nazionale di categoria britannica.

### Partecipazioni
Division A
- 1971 - 11°

Division B
- 2007 - 16°
- 2008 - 18°
- 2010 - 18°
- 2012 - 18°
- 2013 - 17°

- 2016 - 16°

Division C
- 1997 - 4°
- 1999 -  1°
- 2001 -  3°
- 2003 -  2°
- 2005 -  1°

## Under-16
Rappresenta le migliori giocatrici di nazionalità scozzese di età non superiore ai 16 anni. Partecipa a tutte le manifestazioni internazionali giovanili di pallacanestro per nazioni gestite dalla FIBA.
Nel corso degli anni questa selezione ha subito alcuni cambiamenti nel nome, dovuti agli adeguamenti nelle normative della FIBA in fatto di classificazione delle categorie giovanili.
Agli inizi la denominazione originaria era Nazionale Allievi, in quanto la FIBA classificava le fasce di età dai 16 ai 18 anni con la denominazione "allievi". Dal 2000, la FIBA ha modificato il tutto, equiparando sotto la dicitura under 18, sia denominazione che fasce di età. Da allora la selezione ha preso il nome attuale.
Fino al 2016, le atlete scozzesi partecipavano alle competizioni internazionali di categoria, sotto la propria bandiera. Da quell'anno hanno iniziato ad essere selezionati nella nazionale di categoria britannica.

### Partecipazioni
Division A
- 1976 - 14°
- 1978 - 14°

Division B
- 2015 - 19°
- 2016 - 21°

Division C
- 2000 -  2°
- 2002 -  3°
- 2004 -  2°
- 2006 -  1°
- 2008 -  3°

- 2010 -  1°
- 2012 -  3°
- 2013 -  2°
- 2018 -  2°
- 2019 -  3°